# Birmingham Erdington
Circonscription parlementaire de la Chambre des communes
La circonscription de Birmingham, Erdington  est une circonscription situé dans la ville de Birmingham et représenté dans la Chambre des communes du Parlement britannique.
La circonscription est actuellement représentée par Paulette Hamilton du Parti travailliste, élue dans une élection partielle en mars 2022.

## Géographie
La circonscription comprend :
- Une partie est de la ville de Birmingham
- Les wards de Erdington, Kingstanding, Stockland Green et Tyburn

## Députés
Les Members of Parliament (MPs) de la circonscription sont :
1918-1955
| Législature                                        | Années    | Député            | Député                | Parti        |
| -------------------------------------------------- | --------- | ----------------- | --------------------- | ------------ |
| Birmingham Erdington                               |           |                   |                       |              |
| 31e                                                | 1918–1922 |                   | Arthur Steel-Maitland | Conservateur |
| 32e                                                | 1922–1923 |                   | Arthur Steel-Maitland | Conservateur |
| 33e                                                | 1923–1924 |                   | Arthur Steel-Maitland | Conservateur |
| 34e                                                | 1924–1929 |                   | Arthur Steel-Maitland | Conservateur |
| 35e                                                | 1929–1931 |                   | Charles Simmons       | Travailliste |
| 36e                                                | 1931–1935 |                   | John Eales            | Conservateur |
| 37e                                                | 1935–1936 |                   | John Eales            | Conservateur |
| 37e                                                | 1936-1945 | John Cecil Wright |                       | Conservateur |
| 38e                                                | 1945–1950 |                   | Julius Silverman      | Travailliste |
| 39e                                                | 1950–1951 |                   | Julius Silverman      | Travailliste |
| 40e                                                | 1951–1955 |                   | Julius Silverman      | Travailliste |
| Remplacée par Birmingham Aston et Sutton Coldfield |           |                   |                       |              |

Depuis 1974
| Législature                                     | Années    | Député            | Député           | Parti        |
| ----------------------------------------------- | --------- | ----------------- | ---------------- | ------------ |
| Recréée de Birmingham Aston et Sutton Coldfield |           |                   |                  |              |
| 46e                                             | 1974–1974 |                   | Julius Silverman | Travailliste |
| 47e                                             | 1974–1979 |                   | Julius Silverman | Travailliste |
| 48e                                             | 1979–1983 |                   | Julius Silverman | Travailliste |
| 49e                                             | 1983–1987 | Robin Corbett     |                  | Travailliste |
| 50e                                             | 1987–1992 | Robin Corbett     |                  | Travailliste |
| 51e                                             | 1992–1997 | Robin Corbett     |                  | Travailliste |
| 52e                                             | 1997–2001 | Robin Corbett     |                  | Travailliste |
| 53e                                             | 2001–2005 | Siôn Simon        |                  | Travailliste |
| 54e                                             | 2005–2010 | Siôn Simon        |                  | Travailliste |
| 55e                                             | 2010–2015 | Jack Dromey       |                  | Travailliste |
| 56e                                             | 2015–2017 | Jack Dromey       |                  | Travailliste |
| 57e                                             | 2017–2019 | Jack Dromey       |                  | Travailliste |
| 58e                                             | 2019–2022 | Jack Dromey       |                  | Travailliste |
| 58e                                             | 2022–     | Paulette Hamilton |                  | Travailliste |

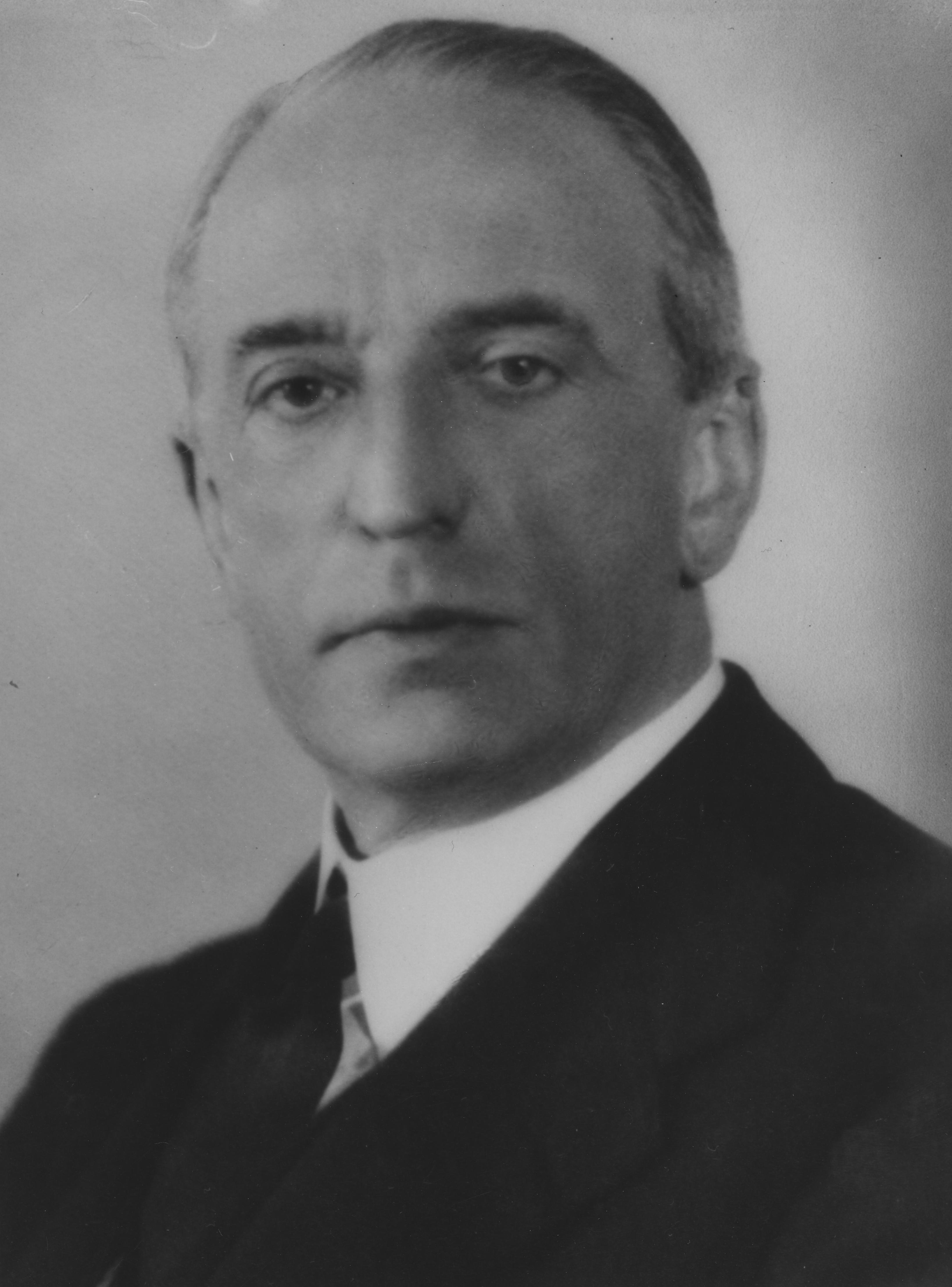
Arthur Steel-Maitland (1918-1929)
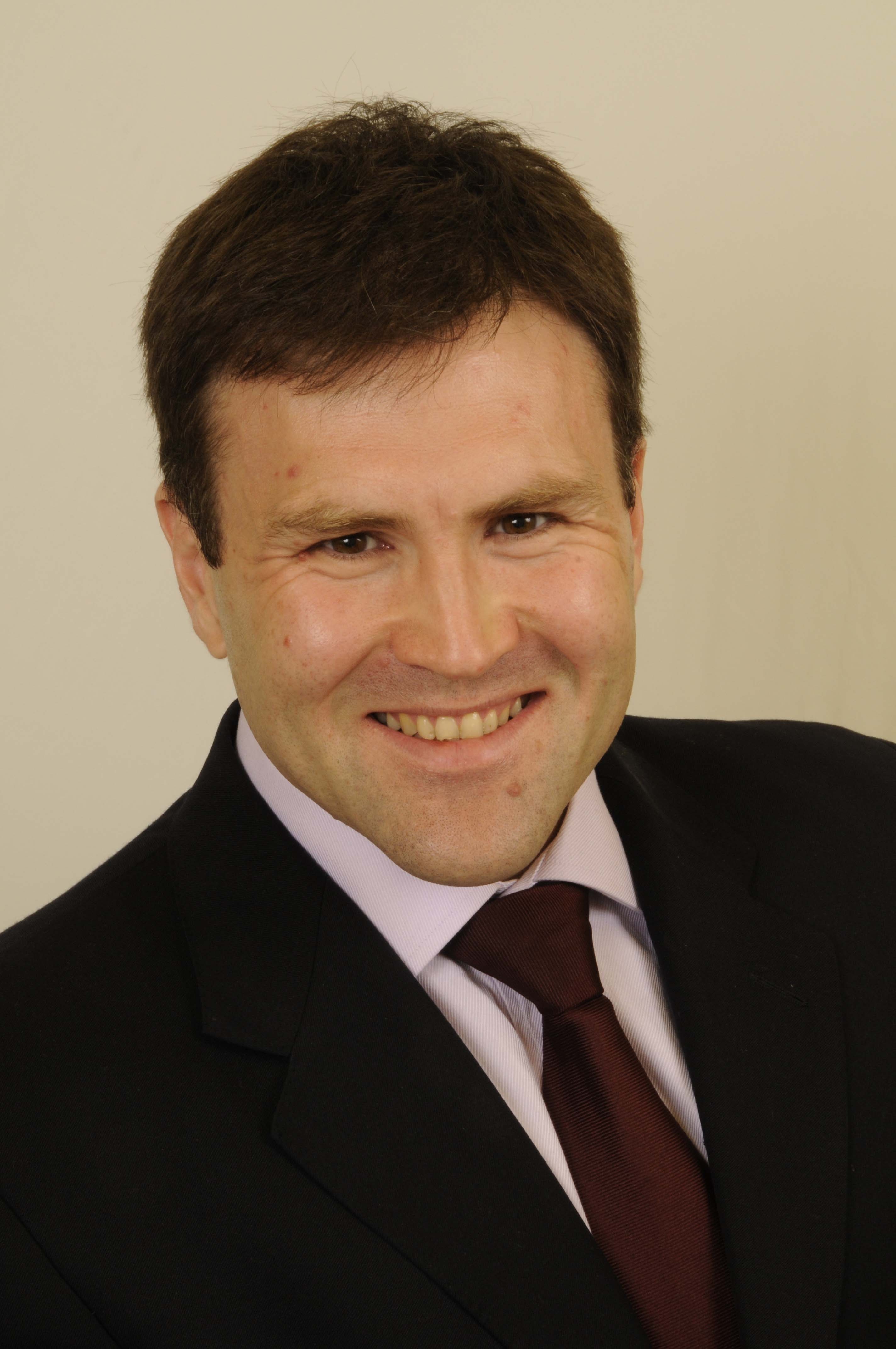
Siôn Simon (2001-2010)
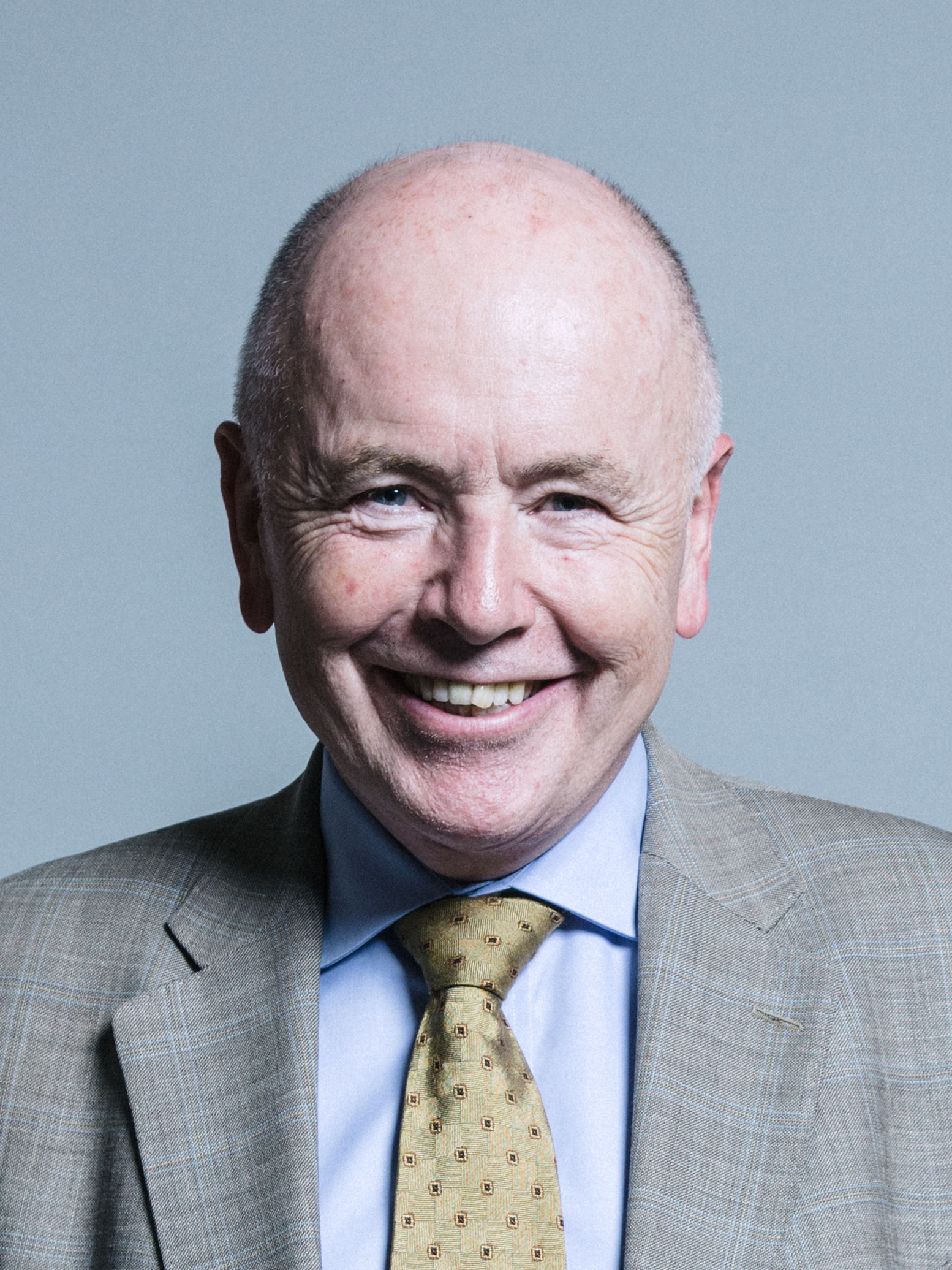
Jack Dromey (2010-2022)